# Michalin (Janówek)
Pour les articles homonymes, voir Michalin.
Michalin (prononciation : [miˈxalin]) est un village polonais de la gmina de Żelechów dans le powiat de Garwolin de la voïvodie de Mazovie dans le centre-est de la Pologne.
Il se situe à environ 4 kilomètres au sud-ouest de Żelechów (siège de la gmina), 22 kilomètres au sud-est de Garwolin (siège du powiat) et à 78 kilomètres au sud-est de Varsovie (capitale de la Pologne).

## Histoire
De 1975 à 1998, le village appartenait administrativement à la voïvodie de Siedlce.